# Леонелло д'Есте
Леонелло д'Есте (італ. Leonello d'Este; 21 вересня 1407 — 1 жовтня 1450) — маркіз феррарський (1441—1450). Представник шляхетного італійського Естенського дому. Народився у Феррарі, Італія. Позашлюбний син феррарського маркіза Нікколо III д'Есте від коханки Стелли де Толомей. Легалізований папою Євгенієм IV. Сприяв культурному та економічному піднесенню держави, підняв вагу Феррарського університету, запросив художників, вчених, музик тощо. Помер у Фераррі. Похований у Феррарському монастирі Тіла Господнього. Його спадок і титули перейшли до єдиуноутробного брата Борсо д'Есте. Законнонароджений син Нікколо був позбавлений прав, а згодом в 1476 році страчений Ерколе I д'Есте, іншим братом Леонелло.

## Біографія
Походив з династії Есте. Другий позашлюбний син Нікколо III, маркіза Феррари, від його коханки Стелли де Толомей, флорентійської шляхтянки. Народився 1407 року. Отримав військову освіту під керівництвом кондотьєра Браччо да Монтоне, загальну освіту вивчав в Гуаріно Веронезе. Виявив інтелект, політичних хист, заслужив підтримку знаті та комуни загалом.
У 1425 році, після страти свого старшого рідного брата Уго, став найвірогіднішим спадкоємцем батька. У 1435 році він одружився з представницею династії Гонзага, сеньйорів Мантуї. 1538 року отримав булу папи римського Євгенія IV, яка взаконювала статус Леонелло як сина і спадкоємця Нікколо III. У 1439 році помирає його дружина. Наприкінці грудня 1441 року він успадкував родинні володіння після смерті батька.
Розпочав впроваджувати економічні, політичні та культурні зміни. У травні 1444 року Леонелло одружився з позашлюбною дочкою неаполітанського короля Альфонсо V. Намагався зберігати нейтралітет в ході тривалого конфлікту між Венеційською республікою й Міланським герцогством. Леонелло за його успішну миротворчу політику був проголошений як salus Italiae та specs Italum.
Водночас планував розширити володіння в Романьї та Анконській марці, спираючись на союз із тестем, але дипломатичними шляхами. У 1448 році міфологічна поема «Мелегрідос» — про міфічне полювання на лютого кабана — була використана як образне зображення, щоб продемонструвати, як Леонелло справлявся з політикою.
1449 року помирає його дружина. 1450 року раптово помер сам маркіз Леонелло. Йому спадкував рідний брат Борсо.

## Меценат
Леонелло сприяв будівництву першої лікарні Феррари. Але відзначився переважно як культурна людина. Відомий математик і архітектор Леон-Баттіста Альберті склав «De Re Aedificatoria» на замовлення Леонелло, а при дворі Феррарези працювали такі художники, як Пізанелло, Якопо Белліні, Джованні да Оріоло, Андреа Мантенья, П'єро делла Франческа, Крістофоро і Лоренцо Конозі да Лендінара, та фламандець Рогір ван дер Вейден. Його особистий бревіарій був проданий у роздробленому стані в 1958 році бароном Ллангаттоком на Christie's. Відтоді він відомий як бревіарій Ллангаттока. Він був створений під художнім керівництвом Джорджіо д'Алеманьї, а такі художники, як Маттео Де Пасті та Якопо Маньянімо, зробили внесок у нього. Його листя знаходяться в колекціях таких музеїв, як Лувр у Парижі, Данська національна бібліотека, а також кілька приватних колекцій.
Правитель захоплювався музикою, тому підтримував П'єтробоно дель Чітарріно, майстра гри на лютні, Коррадо. Леонелло був автором численних сонетів, які цінувалися сучасниками.
Під час його правління Феррарський університет здобув європейський авторитет. З 1442 року він завдяки підтримці маркіза та комуни (було впроваджено податок з продажу м'яса) залучив та зміг оплачувати достатню кількість професорів для навчання з основних предметів канонічного права, логіки, філософії, вільних мистецтв та медицини, зокрема Теодоро Газс, знавець грецької мови, Басініо Басіні, знаний на латинській риториці. Таокж при дворі Леонелло діяв відомий гуманіст Анджело Децембріо.

## Сім'я
- Батько: Нікколо III д'Есте (1383—1441), маркіз феррарський, моденський і реджоський (1393—1441).
- Мати: Стелла де Толомей (?—1419), донька Джованні де Толомея.
- Єдиноутробні брати: 
  - Уго д'Есте (1405—1425)
  - Борсо д'Есте (1413—1471), маркіз феррарський (1450—1471), моденський і реджоський (1450—1452); герцог моденський і реджоський (1452—1471); герцог феррарський (1471).
- Рідні брати:
  - Ерколе I д'Есте (1431—1505), герцог феррарський, моденський і реджоський (1471—1505).
- 1-а дружина: Маргарита, донька Джанфранческо Гонзаґо, маркіза Мантуї
  - Нікколо д'Есте (1438—1476)
- 2-а дружина: Марія, донька Альфонсо V Трастамара, короля Неаполю
- Коханка: NN
  - Франческо д'Есте (1444—після 1471)